# Јогурт
Јогурт настаје природним процесом ферментације млека уз помоћ бактерија. Деловањем бактерија долази до ферментације при чему млечни шећер (лактоза) прелази у млечну киселину. Овај процес искоришћен је за индустријско добијање јогурта.
Јогурт се производи коришћењем културе Lactobacillus delbrueckii subsp. bulgaricus и бактерије Streptococcus thermophilus. Поред тога, други лактобацили и бифидобактерије се понекад додају током или после култивисања јогурта. Неке земље захтевају да јогурт садржи одређену количину јединица формирања колоније (ЦФУ) бактерија; у Кини, на пример, захтев за бројем бактерија лактобацила је најмање 1 милион ЦФУ по милилитру.
Да би се произвео јогурт, млеко се прво загрева, обично на око 85 °C (185 °F), да би се млечни протеини денатурирали тако да не формирају сурутку. После загревања, млеко се остави да се охлади на око 45 °C (113 °F). Бактеријска култура се помеша и млака температура од 30—45 °C (86—113 °F) се одржава 4 до 12 сати да би се омогућила ферментација, при чему више температуре делују брже, али ризикују се настанак грудвасте текстуре или сурутке при раздвајању.

## Справљање
Под појмом јогурта као намирнице подразумева се полутечни млечни производ који се добија загревањем млека и додавањем бактерија млечне киселине (Lactobacillus bulgaricus и Streptococcus thermophilus).
На температури 42-45 °C за 2-4 сата долази до ферментације и кисељења млека. Након тога јогурт се хлади чиме се успорава кисељење и продужава трајност. Јогурт садржи око 0,7% млечне киселине.
Јогурт се на једноставан начин може припремити и у домаћинству. Потребно је загрејати млеко на 40-42 °C, додати мало јогурта (на 2 литра млека довољно је 1 децилитар јогурта), добро измешати и оставити поклопљено на топлом месту 2-3 сата. Након тога треба га ставити у фрижидер.

## Хранљивост
Јогурт је богат протеинима, калцијумом, витамином Б2 (конкретно рибофлавином) и Витамином Б12.
Особе које не подносе млечни шећер (лактозу) могу слободно пити јогурт, јер лактоза у процесу ферментације прелази у млечну киселину. Такође, јогурт се користи и у медицини, конкретно за лечење проблема система за варење и за спречавање пролива узрокованог антибиотицима.
По једном проучавању постоји могућност да јогурт који садржи бактерију Lactobacillus acidophilus помаже у спречавању вулвовагиналне кандидијазе, али то није доказано.

## Варијације
Да би се ублажила природна киселост јогурта, он се може засладити, зачинити или мешати са воћем или воћним кашама. Воћне каше се често стављају уместо воћа да би се омогућила његова дуготрајност. У САД у јогурт се обично ставља пектин или желатин.

## Порекло речи
Реч „јогурт“ је у српски језик дошла из турског језика (тур. yoğurt) у којем је настала од речи yoğurmak (стискати се) и yoğun (густо).

## Историја
Анализа L. delbrueckii subsp. bulgaricus генома указује да је бактерија можда настала на површини биљке. Млеко је можда било спонтано и ненамерно изложено контактом са биљкама или су се бактерије пренеле из вимена домаћих животиња које дају млеко. Порекло јогурта је непознато, али се сматра да је изумљен у Месопотамији око 5000 година пре нове ере. У древним индијским записима, комбинација јогурта и меда се назива „храна богова“. Персијске традиције сматрају да је „Абрахам своју плодност и дуговечност дуговао редовном конзумирању јогурта“.
Кухиња античке Грчке укључивала је млечни производ познат као оксигала (οξύγαλα) који је био облик јогурта. Гален (129. – око 200/216) је поменуо да се оксигала конзумирала са медом, слично начину на који се данас једе згуснути грчки јогурт. Најстарији списи у којима се помиње јогурт приписују се Плинију старијем, који је приметио да су неки „варварски народи” знали како да „згусну млеко у супстанцу са пријатном киселином”. Употреба јогурта од стране средњовековних Турака забележена је у књигама Диван Лугхат ал-Турк Махмуда Кашгарија и Кутадгу Билига Јусуфа Хас Хаџиба написаних у 11. веку. Оба текста помињу реч „јогурт“ у различитим одељцима и описују њену употребу од стране Турака номада. Најраније јогурте су вероватно спонтано ферментисале дивље бактерије у врећама од козје коже.
Неки извештаји сугеришу да би кувари индијског могулског цара Акбара зачинили јогурт семенкама сенфа и циметом.. Још један рани извештај о европском сусрету са јогуртом јавља се у француској клиничкој историји: Фрасоа I је патио од тешке дијареје коју ниједан француски лекар није могао да излечи. Његов савезник Сулејман Величанствени послао је лекара, који је наводно излечио пацијента јогуртом. Захвални француски краљ је ширио информације о храни која га је излечила.
Све до 1900-их, јогурт је био основна намирница у исхрани људи у Руској империји (а посебно Централној Азији и Кавказу), Западној Азији, Југоисточној Европи/Балкану, Централној Европи и Индијском потконтиненту. Стамен Григоров (1878–1945), бугарски студент медицине у Женеви, први је испитао микрофлору бугарског јогурта. Године 1905. описао га је као да се састоји од сферичних и штапићастих бактерија које производе млечну киселину. Године 1907, бактерија налик штапићу названа је Bacillus bulgaricus (сада Lactobacillus delbrueckii subsp. bulgaricus). Руски биолог и нобеловац Иља Мечников, са Института Пастер у Паризу, био је под утицајем Григоровљевог рада и претпоставио је да је редовно конзумирање јогурта одговорно за необично дуг животни век бугарских сељака. Верујући да је Lactobacillus неопходан за добро здравље, Мечников је радио на популаризацији јогурта као намирнице широм Европе.
Исак Карасо је индустријализовао производњу јогурта. Године 1919, Карасо, који је био из отоманског Солуна, покренуо је мали посао са јогуртом у Барселони, у Шпанији, и назвао посао Данон („мали Данијел“) по свом сину. Бренд се касније проширио на Сједињене Државе под американизованом верзијом имена: Данон. Јогурт са додатком воћног џема патентирала је 1933. млекара Radlická Mlékárna у Прагу.